# 1238년

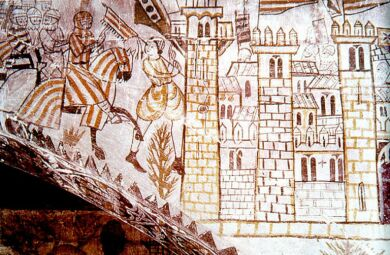

## 연호
- 남송(南宋) 가희(嘉熙) 2년
- 일본(日本) 가테이(嘉禎) 4년 / 랴쿠닌(暦仁) 원년
- 쩐 왕조(陳朝) 티엔응찐빈(天應政平) 7년

## 기년
- 남송(南宋) 이종(理宗) 14년
- 고려(高麗) 고종(高宗) 25년
- 몽골 오고타이 칸 10년
- 쩐 왕조(陳朝) 태종(太宗) 14년

## 사건
- 황룡사 9층탑 소실
- 2월 8일 - 몽골 제국이 러시아의 도시 블라디미르를 잿더미로 만들다.

## 사망
- 3월 6일 - 아이유브 왕조의 제5대 술탄 알 카밀